# Mazovia Rawa Mazowiecka
RKS Mazovia Rawa Mazowiecka – polski klub sportowy założony w roku 1930 w Rawie Mazowieckiej. Najbardziej znanym wychowankiem tego klubu jest Witold Bendkowski – mistrz Polski z ŁKS Łódź z sezonu 1997/1998. Obecnie (sezon 2024/2025) zespół gra w skierniewickiej klasie okręgowej.

## Stadion
Obiekt RKS znajduje się przy ul. Zamkowej 3. Pojemność stadionu wynosi 5000 miejsc, w tym 500 siedzących, oświetlenie. Stadion Mazovii jest położony na terenie ruin zamku książąt mazowieckich.

## Kadra
- Bramkarze: Przemysław Kopczyński, Antoni Winkel, Franciszek Winkel
- Obrońcy: Tomasz Kacprzak, Jakub Niewiadomski, Sebastian Owczarek, Robert Klimek, Bartosz Pakuła, Paweł Czyż, Adrian Koper, Kacper Patuszczyk, Robert Janusz
- Pomocnicy i Napastnicy: Arkadiusz Kruś, Dawid Łączkowski, Marcin Makowski, Mateusz Gradowski(C), Paweł Wyciszkiewicz, Grzegorz Golizda, Daniel Skoneczny, Paweł Stępniak, Mateusz Bernaciak, Jakub Kurek, Bartosz Gutowski, Kacper Kozłowski, Marcin Ciesielski

## Osiągnięcia
Drużyna Mazovii występowała w III lidze w grupie warszawsko-łódzkiej, w skład której wchodziło wówczas czternaście zespołów, w sezonie 1987/88. Zajęła dwunaste, spadkowe miejsce w tabeli z dorobkiem 20 punktów i stosunkiem bramek 23:33 (-10) i wraz z Wilgą Garwolin, Startem Łódź i Unią Skierniewice opuściła szeregi III ligi powracając do ligi okręgowej płocko-skierniewickiej.
2018 rok – mistrzostwo skierniewickiej B klasy.
2019 rok – mistrzostwo skierniewickiej A klasy.